# 吉隆坡都市大學學院
吉隆坡都市大學學院（英語：Kuala Lumpur Metropolitan University College；馬來語：Kolej Universiti Metropolitan Kuala Lumpur）是一所位於馬來西亞吉隆坡的大學學院，於1991年成立。目前共有三個學院、超過17項課程。所有課程均獲得馬來西亞學術資格鑒定機構認可。

## 學術架構
- 創意藝術學院
- 管理與商業科技學院
- 革新與企業家精神教育中心

## 交通
- 鄰近蘇丹依斯邁站

## 著名校友
- Eka Sharif[1]
- Richard Huckle（英语：Richard Huckle） (没有毕业)[2]
- Syafiq Yusof（英语：Syafiq Yusof）[3]

## 外部連結
- 吉隆坡都市大學學院 （页面存档备份，存于）

1. ↑  Nor Azurin Ali. . Kosmo!.   [2025-07-25]. （原始内容存档于2016-10-03） （马来语）. Tambah pemegang Diploma Kesetiausahaan dari Universiti Metropolitan Kuala Lumpur (KLMU) itu,[...]
2. ↑  . 星报. 2016-06-03  [2019-12-31]. （原始内容存档于2023-08-27） （英语）.
3. ↑  Kemalia Othman. . mStar. Star Media Group. 2011-07-06  [2025-06-25] （马来语）.